# 扎西旺堆

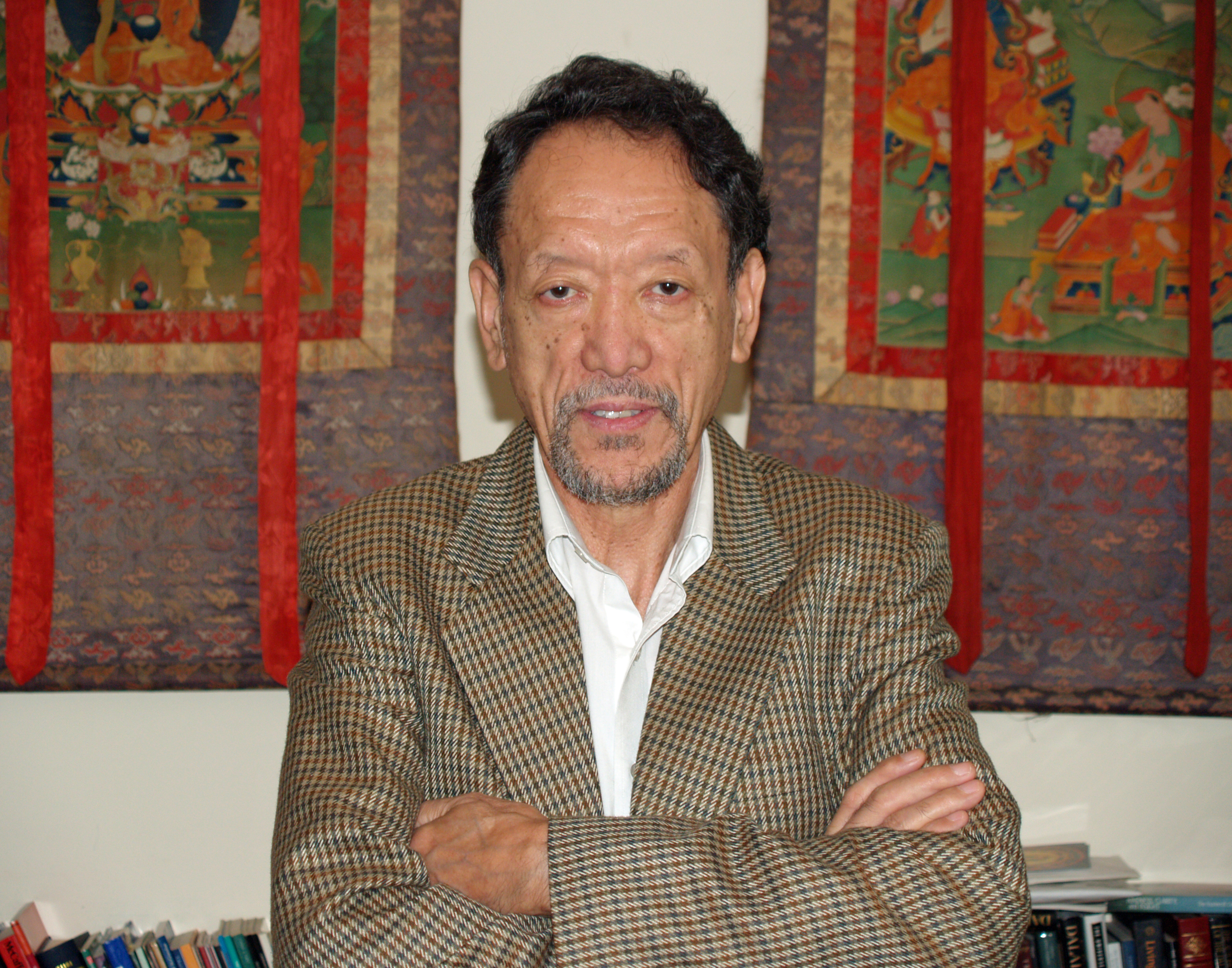
扎西旺堆

扎西旺堆（藏語：བཀྲ་ཤིས་དབང་འདུས་，威利转写：Bkra-shis Dbang-'dus，1947年4月15日—2025年5月1日），西藏流亡政府政治人物。1966年起效力於西藏流亡政府，曾在內閣擔任要職。1993年－1996年任外交與新聞部噶倫，2005年 - 2008年任十四世達賴喇嘛駐美國代表。扎西旺堆謀求在中國憲法內解決西藏問題，并強調，在目標達成之前，西藏流亡政府相應的職責，即達賴喇嘛作為國家領袖、司政作為政府首腦這一地位。